# Axelle Jah Njiké
Axelle Jah Njiké, née en 1972, est une autrice française d'origine camerounaise, podcastrice et chroniqueuse féministe païenne.
Elle a créé en 2015 le site Parlons plaisir féminin puis en 2018 le podcast inclusif Me My Sexe and I consacré à l’intimité de femmes noires. À l’automne 2020, son deuxième podcast, La fille sur le canapé, consacré aux violences sexuelles intrafamiliales sur les enfants, dans l'enfance ou la jeunesse, au sein des communautés noires, donne la parole à des survivantes et des expertes. Au printemps 2021, son troisième podcast, la série documentaire Je suis noire et je n'aime pas Beyoncé, consacré aux féminismes noirs francophones des années soixante à nos jours, fait d’elle la première productrice afropéenne de La Série Documentaire sur l'antenne de France Culture.
Axelle Jah Njiké milite en faveur de l'abolition des mutilations sexuelles, « infligées aux femmes en raison de leur sexe » et est depuis l'année 2014 administratrice bénévole au sein de la Fédération GAMS.

## Biographie

### Enfance, formation et débuts
Axelle Jah Njiké est née au Cameroun et vit à Paris depuis son enfance.

### Parcours et carrière
Après 15 ans de carrière dans la photographie et la publicité en qualité d’Entremetteuse de Talent(s) ©, elle crée en 2009 le blog Si Paris était une Femme ©, illustrant la diversité DES Parisiennes de naissance ou d’adoption, avec la volonté de dépoussiérer le cliché monochrome de LA Parisienne.
En 2015, à la suite de sa contribution au recueil collectif de nouvelles érotiques Volcaniques - Une anthologie du plaisir  sous la direction de Léonora Miano, elle crée le site Parlons plaisir féminin dédié à la littérature sexuellement explicite au féminin, reflet d’un combat personnel au droit à lire, écrire, choisir… et jouir ! pour toutes. Premier ouvrage collectif consacré au plaisir féminin vu par douze femmes, autrices des mondes Noirs, Volcaniques, une anthologie du plaisir, explore sans fard la sexualité féminine.
Axelle se définit comme « féministe païenne » et « milite pour le droit des femmes à disposer de leur sexe au sens propre comme au figuré ». Passionnée de littérature, elle cite comme référence la militante afro-américaine Maya Angelou et son livre Je sais pourquoi chante l’oiseau en cage ou encore l'autrice américaine d'ouvrages érotiques, Anaïs Nin, qui lui ont permis de mettre des mots sur les traumatismes liées à sa propre enfance et de se réapproprier son corps.
En avril 2018, elle lance le podcast bimensuel Me My Sexe and I® (qu'elle a autoproduit, avec l'aide de l'Adie). Dans chaque épisode, une femme noire y est invitée pour raconter son parcours personnel et intime,.
En septembre 2019, elle a été désignée par Le Monde comme l'un des nouveaux visages du féminisme.
À l’automne 2020, son deuxième podcast, La fille sur le canapé, consacré des violences sexuelles intrafamiliales sur les enfants, dans l'enfance ou la jeunesse, au sein des communautés noires, donne la parole à des survivantes et des expertes.
Au printemps 2021, son troisième podcast, la série documentaire Je suis noire et je n'aime pas Beyoncé, consacré aux féminismes noirs francophones des années soixante à nos jours, fait d’elle la première productrice afropéenne de La Série Documentaire sur l'antenne de France Culture.
Axelle est l'une des 8 contributrices de l'ouvrage collectif Nos amours radicales, paru en septembre 2021 aux éditions Hachette dans la catégorie Les Insolentes, et elle a préfacé la réédition de l'ouvrage de Mariama Bâ Un chant écarlate, publié en février 2022 aux éditions Les Prouesses.
Chroniqueuse, elle a officié pour Le Monde Afrique et Africa N°1, et partage depuis septembre 2021 une fois par mois dans le magazine féministe Causette, son humeur (en lien ou non avec l'actualité) dans la rubrique Lance-flammes, devenant la première chroniqueuse afropéenne d'un titre de presse féministe.
En septembre 2021, à l'occasion d'un podcast organisé par Télérama et le festival « Longueur d’ondes » sur le thème de l’éclosion des féminismes audio, elle relate les difficultés qu'elle a rencontrées pour publier aussi bien son podcast Me My Sexe and I (qu'elle a dû finir par auto-produire) que son livre Journal intime d'une féministe (noire) (qui a finalement été accepté par une maison d'édition non-parisienne), expliquant les demandes qui lui ont faites à cette occasion, comme femme noire, de traiter du sujet de la discrimination raciale plutôt que de sujets féministes.

## Œuvres

### Publications
Axelle Jah Njiké a participé à l'écriture de l'ouvrage collectif Volcaniques: Une anthologie du plaisir, publié en 2015 par la maison d'édition Mémoire d'encrier. Elle est également l'une des contributrices de l'ouvrage collectif Nos amours radicales.
En mars 2022, les éditions Au diable vauvert publient son premier livre, Journal intime d'une féministe (noire), un récit intime féministe.
Dans son article Et ne sommes-nous pas des filles ?, publié le même mois dans le magazine La Déferlante, elle revient sur ce qui l’a décidée à prendre la parole à travers le podcast La fille sur le canapé et l'impact que cela a pu avoir.